# Mesoleius excavatus
Mesoleius excavatus là một loài tò vò trong họ Ichneumonidae.